# Rhys Chatham
Rhys Chatham (New York, 19 settembre 1952) è un compositore statunitense.
La cifra stilistica fondamentale della sua produzione è data dalla composizione ed esecuzione di piece per chitarra elettrica distorta, spesso accompagnata da basso e batteria, ad esclusione di alcune opere frammentarie in cui vengono utilizzati sintetizzatori, percussioni o tromba.
La definizione e la catalogazione della musica composta ed eseguita dall'artista risulta spesso sfuggente, incompleta o imprecisa.
La sua formazione nella Downtown newyorkese dei primi anni '70 lo situa nella scuola della composizione post-moderna, influenzata dalle filosofie rivoluzionarie di John Cage.
Lo stesso cenacolo artistico di SoHo, i cui promotori iniziali, dal punto di vista musicale, furono Tony Conrad e La Monte Young, viene spesso definito fautore del minimalismo, in riferimento all'opera dei due guru, o del post-minimalismo, in riferimento all'opera della seconda generazione di compositori tra cui Philip Glass, Charlemagne Palestine, Steve Reich e dello stesso Chatham.
Inoltre, la stessa scena musicale, i suoi precursori e molti dei suoi adepti vengono spesso riuniti sotto la definizione di avant-garde o avanguardia, per porre l'accento sul carattere innovativo e rivoluzionario delle loro estetiche. Tuttavia l'uso di una strumentazione e di sonorità tipiche della musica rock nelle sue composizioni, il fatto che egli stesso le esegua suonando una chitarra elettrica, l'influenza che Chatham riconosce alla musica punk nell'ispirazione della sua produzione, i rapporti di amicizia, collaborazione e frequentazione con musicisti appartenenti al mondo del Noise rock, come Thurston Moore e gli italiani Illachime Quartet ne attestano una forte vicinanza agli ambiti più sperimentali del rock.
In definitiva Rhys Chatham può essere considerato il tramite ideale tra due movimenti tipici della New York della fine degli anni '70, la scuola di compositori di Downtown e l'ondata corrosiva della No Wave, e negli anni ha sviluppato uno stile e un linguaggio sui-generis, in cui i legami tra la musica d'avanguardia e il rock si infittiscono e confondono.

## La formazione
Figlio di una commediografa e di un romanziere con l'hobby del clavicembalo, viene a contatto con il mondo della musica classica sin da piccolo, adottando il flauto come strumento e indirizzandosi prestissimo verso il mondo della musica contemporanea, attraverso le lezioni che seguiva alla Manhattan School of Music e presso la New York University, dove il suo docente era Morton Subotnick, che gli permise i primi contatti con il mondo, allora inesplorato e misterioso, dell'elettronica applicata alla musica.
Durante lo stesso periodo, condividendo i corsi assieme ad altri futuri luminari della musica contemporanea come Charlemagne Palestine, venne a contatto con Tony Conrad e soprattutto La Monte Young, con cui strinse subito ottimi rapporti, divenendone alunno e collaboratore in qualità di accordatore del suo clavicembalo e di musicista nel suo progetto denominato Theatre of Eternal Music.
Dopo aver collaborato come musicista nella band di Tony Conrad e come flautista nella band sperimentale dei Musica Elettronica Viva, esperienze che lo coinvolsero in una intensa stagione concertistica in tutta la prima metà degli anni '70, fu fulminato dall'avvento della nuova corrente del rock di quegli anni, il punk.

## La produzione
In quel periodo, tra il 1975 e il 1977, Chatham aveva iniziato ad esprimersi anche in qualità di compositore, con l'obbiettivo di mettere a frutto con originalità l'incredibile background che aveva accumulato.
Fondamentale, in questa ottica, fu il contatto con la nuova scena musicale giovanile che si riuniva nel CBGB's, vero tempio del punk.
Accorgersi che la musica dei Ramones potesse avere inaspettati e incredibili punti di contatto con le elucubrazioni concettuali dell'avanguardia minimalista spinse Chatham a comporre Guitar Trio, un'opera seminale in tutto il corpus della sua produzione, costantemente riproposta lungo tutto l'arco della sua carriera.
Le opere successive, come Drastic Classicism, Die Donnergotter e Guitar Ring, vennero tutte concepite per ensemble che rappresentavano un'estensione del tipico power trio (basso, batteria e chitarra) del rock, con un numero variabile di chitarristi impiegati nelle performance.
Tutte le composizioni ruotavano attorno alla ricerca da parte di Chatham di una sintesi tra la consonanza armonica tipica di minimalisti come La Monte Young e il rivoluzionario approccio alla chitarra del punk, basato sulla ricerca di uno stile personale rifiutando categoricamente il virtuosismo tecnico.
Negli ensemble impegnati nella registrazione ed esecuzione di queste pieces, al fianco dello stesso Chatham, si avvicendarono molti giovani in seguito divenuti famosi, come Glenn Branca e i futuri Sonic Youth Thurston Moore e Lee Ranaldo, che a loro volta fecero parte degli ensemble chitarristici proprio di Branca.
Lo stesso Glenn Branca è stato spesso accomunato a Chatham, avendo fatto parte della stessa scena sperimentale newyorkese, vicina tanto all'avanguardia minimalista quanto alla No-wave, e avendo successivamente elaborato composizioni basate sulla consonanza di chitarre elettriche accordate in maniera non convenzionale.
Dal 1983 in poi Chatham si avvicinò anche alla tromba come strumento per esprimere la sua musica. Influenzato dalle eleaborazioni di Jon Hassel, con cui aveva condiviso anche una parte degli studi in gioventù, e accompagnato dal musicista elettronico Martin Wheeler, ha composto nel corso del tempo alcuni brani lontani dalla sua produzione più fragorosa e vicini al mondo della musica ambient e IDM, che negli anni '90 hanno ricevuto anche numerosi riconoscimenti grazie alla pubblicazione su alcune compilation dell'etichetta Ninja Tune e nella famosa collana Macro Dub Infection della Virgin.
In un'intervista ha una volta dichiarato di aver initrapreso lo studio della tromba e averlo continuato in quanto il controllo del respiro poteva permettergli di "controllare l'impotenza". Una simile dichiarazione autoironica e scherzosa fa il paio con le sue considerazioni riguardo all'acufene che affligge il suo udito sin dagli inizi degli anni '80. Questo disturbo, causato dalla continua esposizione all'eccessivo volume degli amplificatori delle chitarre elettriche, è stato spesso stigmatizzato dal compositore newyorkese e paragonato al piacere di avere un iPod costantemente in funzione con sé.
Nel corso del tempo Chatham ha continuato a comporre musica per ensemble chitarristici, che in alcuni caso hanno raggiunto e superato il centinaio di membri impegnati contemporaneamente nell'esecuzione.
Nel 2005 la città di Parigi, in cui vive dal 1987, gli commissionò una piece per la Nuit Blanche, che fu realizzata in quell'occasione, dando vita ad una performance denominata The Crimson Grail che vedeva impegnate 400 chitarre elettriche suonate all'unisono.
Nel 2007 ha invece intrapreso un tour mondiale denominato Guitar Trio is my Life, in cui riproponeva la sua composizione del 1977 accompagnato da un ensemble di strumentisti che variavano ad ogni tappa del tour. Nelle tappe americane ad accompagnarlo si sono avvicendati membri di Sonic Youth, Tortoise, Hüsker Dü, Godspeed You! Black Emperor e molte altre realtà consolidate del rock d'avanguardia, mentre nelle tappe italiane i suoi collaboratori estemporanei provenivano da band del panorama tricolore sperimentale, come Massimo Volume, Afterhours, Mesmerico e Illachime Quartet. Con questi ultimi ha anche stretto un rapporto di collaborazione che si è esteso alla sua partecipazione alle registrazioni del loro album I'm normal, my heart still works.

## Discografia
- Factor X. CD, Moers Music, 1983.
- Die Donnergötter. CD/LP, Dossier Records; Table of the Elements, Radium, 2006.
- Neon. CD/LP, Ninja Tune, Ntone, 1996.
- Septile. CD/LP, Ninja Tune, Ntone, 1997.
- Hard Edge. CD, The Wire Editions, 1999.
- A Rhys Chatham Compendium: 1971-1989. CD, Table of the Elements, 2002.
- An Angel Moves Too Fast to See. 3xCD Box, Table of the Elements, 2003.
- Echo Solo. LP, Table of the Elements, Azoth, 2003.
- Three Aspects of the Name. LP, Table of the Elements, Lanthanides, 2004.
- Two Gongs. CD, Table of the Elements, Radium, 2006.
- An Angel Moves Too Fast to See. CD/LP, Table of the Elements, Radium, 2006.
- A Crimson Grail. CD, Table Of The Elements, Radium, 2007.
- Outdoor Spell. CD, Northern Spy, 2011.
- What's Your Sign?, CD, Northern Spy, 2016.